# 英露関係
英露関係（えいろかんけい、英語: Russia–United Kingdom relations, Anglo-Russian relations; ロシア語: Российско-британские отношения, англо-русские отношения）ではロシアとイギリスの二国間関係について述べる。両国間の公的な国交は1553年に樹立された。ロシアとイギリスは19世紀初頭、ナポレオン相手に共闘した。1850年代のクリミア戦争およびその後の19世紀後半、中央アジアの支配をめぐるグレート・ゲームでは対立した。第一次および第二次世界大戦では両国は再び共闘したが、1917年のロシア革命によって両国関係は悪化した。1947年から1989年にかけての冷戦では両国は再び対立した。1991年のソ連崩壊後、ロシア財界はロンドンの金融機関と密接な関係を築いた。2022年ロシアのウクライナ侵攻に際し、イギリスによる経済制裁によって両国関係は緊張したものとなっている。ロシアはイギリスを中華民国、大韓民国、日本、シンガポール、アメリカ合衆国、欧州連合加盟国、NATO加盟国（トルコを除く）、オーストラリア、ニュージーランド、スイス、ミクロネシア連邦、ウクライナと並んで非友好的な国と地域のリストに掲載している。
両国は互いに激しい諜報活動を繰り広げてきた。ソビエト連邦は1930年代から1950年代にかけて、ケンブリッジ・ファイヴに代表される英国の諜報・安全保障機構上層部への浸透に成功した一方で、イギリスは1990年代を含む全期間を通じてロシアの諜報機関幹部と共謀し、セルゲイ・スクリパリのようなロシア諜報機関内で活動する英国スパイは、ヨーロッパ全域で活動する諜報員の詳細な情報を広く伝えていた。19世紀以降、イギリスは多くのロシア人政治亡命客や難民をロシア語圏から受け入れてきた。
21世紀初頭、特に2006年のリトビネンコ事件以降、両国関係は悪化した。デーヴィッド・キャメロン政権初期、2014年までの間一時的に関係が改善した。2014年以降、2014年のウクライナ紛争および2018年のスクリパリ事件以降、関係は急速に悪化した。スクリパリ事件の発覚以降、28ヶ国がスパイの疑いがあるロシア人外交官を追放した。2021年6月、イギリスの駆逐艦ディフェンダーとロシア連邦軍の間で2021年黒海事件が生じた。
2022年ロシアのウクライナ侵攻を受け、2つの核保有国の関係は完全に破綻した。イギリスはロシア外資に経済制裁を課し、ロシアのオリガルヒ資産を凍結し、市民に帰国を呼びかけロシアとのあらゆる経済関係を断絶した。ロシアはイギリスに報復制裁を課し、また同国がセヴァストポリ海軍基地、ノルドストリームパイプライン、クリミア大橋に対する攻撃に関与したとして非難している。イギリスはウクライナに対し最大級の財政・軍事援助をしており、またヨーロッパの国としては初めて殺傷兵器を送っている。

## 歴史的背景

### 1553年–1792年の関係

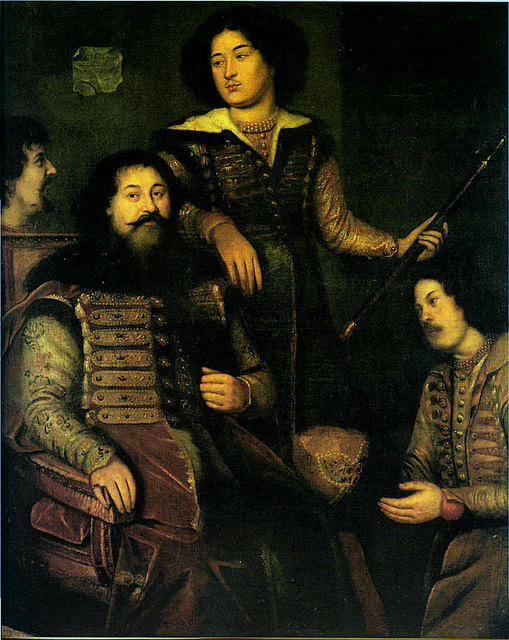
ロンドンのロシア大使館（1662年）

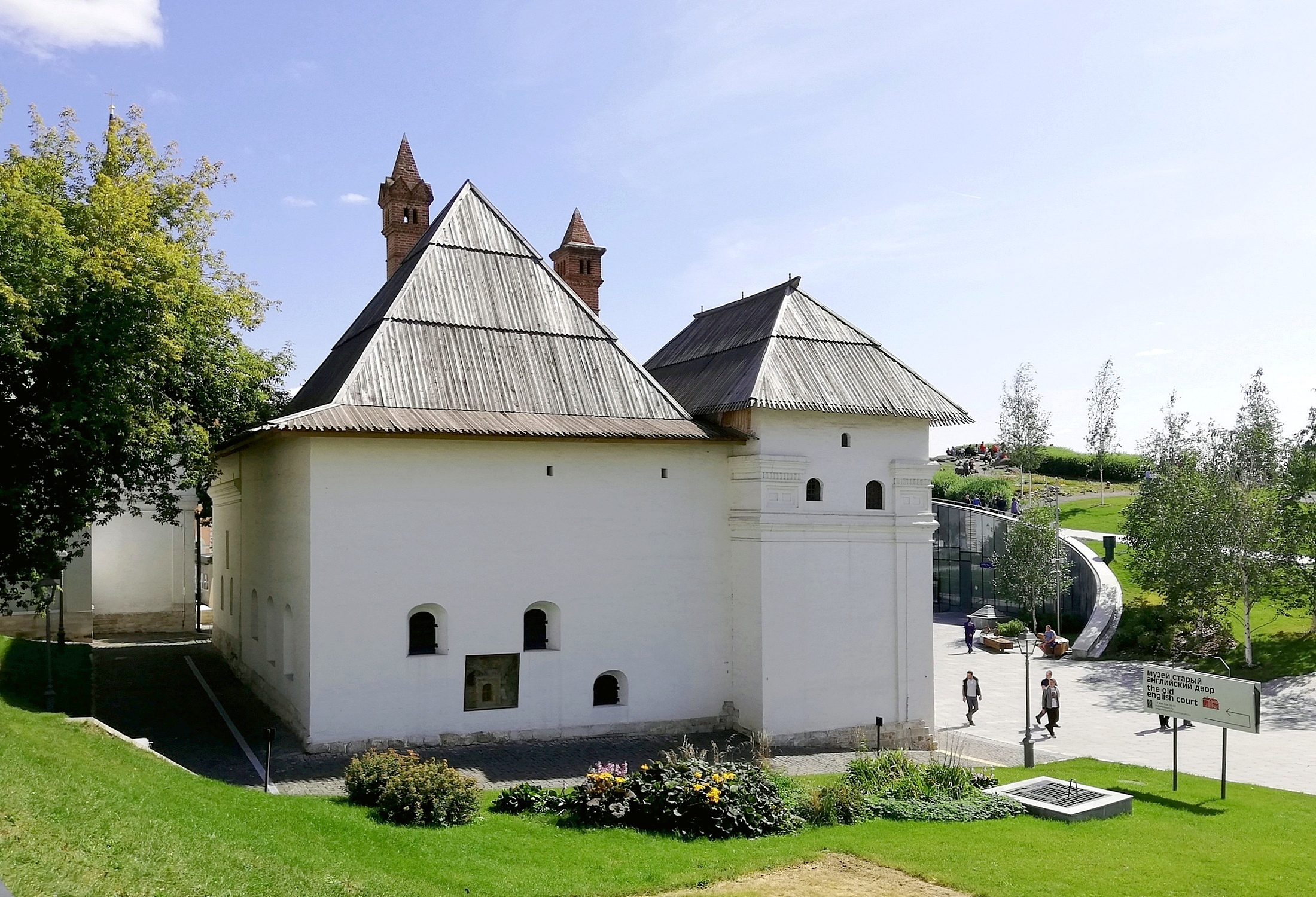
モスクワのオールド・イングリッシュ・コート（The Old English Court）はモスクワ会社が置かれており、また17世紀にはイングランドの大使邸として用いられた。

イングランド王国とロシア・ツァーリ国は1553年、イングランドの航海士リチャード・チャンセラーがアルハンゲリスクを訪れた際に国交を樹立した。当時のイングランド君主はメアリー1世、ロシア君主はイヴァン雷帝であった。チャンセラーはイングランドに帰国後、1555年にロシアを再訪し、同年モスクワ会社が設立された。モスクワ会社は1698年までイングランド・ロシア間の貿易を独占した。ツァーリ・アレクセイはチャールズ1世の処刑に憤慨し、ロシア国内のイングランド人商人・居住者を追放した。
1697年から1698年、ピョートル1世は訪欧中、イングランドに3ヶ月滞在した。彼は両国関係改善に努め、それとともに造船及び航海術をはじめとした最新技術を学んだ。

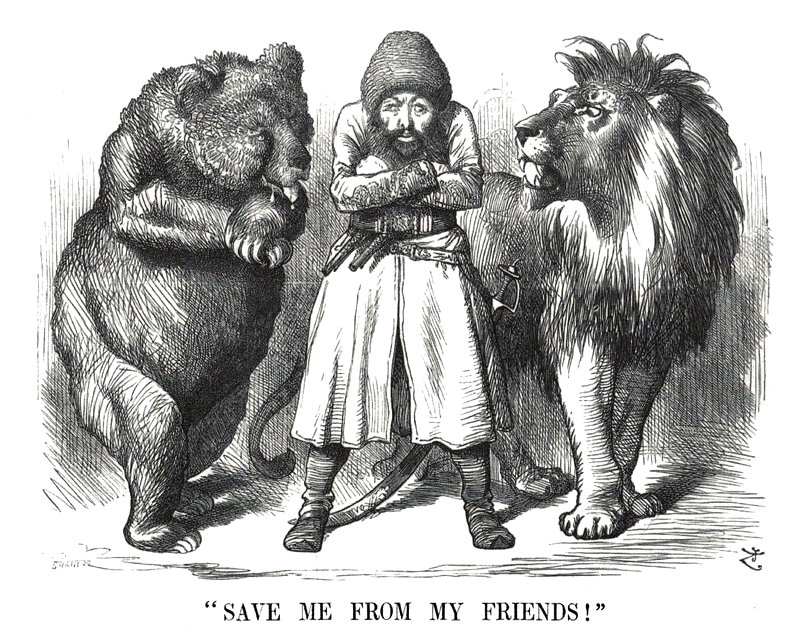
クマとして描かれたロシアとライオンとして描かれたイギリスがグレート・ゲームでアフガニスタン人を狙う様子を描いた風刺画（1878年）

ツァーリ・ピョートル1世下のロシアがヨーロッパの外交に関与するようになり、また彼が自らを皇帝と宣言した後、グレートブリテン王国（1707年–1800年）およびそれに続くグレートブリテンおよびアイルランド連合王国（1801年–1922年）とロシア帝国（1721年–1917年）間の関係の重要性は増大していった。1720年代以来、ピョートルはイギリス人技師をサンクトペテルブルクに招聘し、1730年から1921年まで続くイギリス系ロシア人商人コミュニティの基礎を築いた。18世紀のヨーロッパにおける諸戦争中、両帝国は時に共闘し、時に対立した。オーストリア継承戦争では共闘し、七年戦争では対立したが、戦場で相まみえることはなかった。

#### オチャコフ問題
1780年代、小ピット首相の親オスマン帝国的な立場に反発したロシアはクリミアを併合すると警告した。ピットは併合を覆すため、議会の支持を得ようとした。オスマン帝国との交渉で、ロシアはオチャコフ要塞の返還を拒否した。ピットは軍事的圧力を加えようとしたが、ロシアの駐英大使セミョーン・ヴォロンツォフはピットの政敵に働きかけ、世論に介入した。ピットは選挙でなんとか辛勝したものの、結局介入を諦めヴォロンツォフと通商条約を更新した。

### ナポレオン戦争: 1792年–1817年
フランス革命の勃発およびフランス革命戦争に伴い、立憲君主制のイギリスと専制君主制のロシアはフランスの共和主義に対抗するため一時的に手を結んだ。1799年、フランスを抑えるためのオランダ侵攻失敗は両国の態度に違いを生じさせた。
イギリスはマルタを保護領化した一方、ロシア皇帝パーヴェル1世はマルタ騎士団総長に選ばれた。露仏両国はひそかにインドのイギリス領土侵攻を企てたが、実行はされなかった。
1805年、イギリスが北ドイツと南イタリアに進軍し、それに合わせてロシア軍が陽動作戦を実施し、オーストリアを支援する共同作戦が提唱された。しかしながら中欧でのフランスの連勝によって第三次対仏大同盟は終わりを迎えた。
フリートラントでの大敗によって、ロシアはナポレオンの大陸封鎖への参加を余儀なくされ、イギリスとの商業取引は停止された。両国は散発的な英露戦争に突入したが、互いに積極的な行動はとらなかった。
1812年、両国はナポレオン戦争において再びナポレオン相手に手を組んだ。1812年のフランスの侵攻中、イギリスはロシアに財政・軍事支援を行い、互いにナポレオンの敗北まで150,000人の兵士を戦場で維持し続けると誓い合った。両国は1814–1815年のウィーン会議で重要な役割を演じ、ヨーロッパの平和を保障する20年間の同盟を締結した。

#### 東方問題、グレート・ゲーム、反露感情
1820年から1902年にかけて、地政学的対立によって英露関係は次第に悪化していった。インド支配に対する不安からイギリス大衆の反露感情は増大し、中央アジアにおける長期的な対立へと至った。それに加え、ロシアが衰退しつつあるオスマン帝国を攻撃することで、東ヨーロッパ情勢が不安定になるのではないかという懸念が拡大していった。この懸念は東方問題として知られる。ロシアはとりわけ軍港となる不凍港の獲得に熱心だった。黒海から地中海にいたるアクセスの確保が目標であり、すなわちオスマン帝国の支配するボスポラス海峡の通行権を手にする必要があった。
両国はギリシャ独立戦争（1821年–1829年）に介入し、ロンドン条約を締結させた。これによってイギリスの反露感情は決定的となった。1851年、ロンドン水晶宮で世界最初の万国博覧会であるロンドン万国博覧会が開催され、40ヵ国以上から100,000人以上が来場した。ロシアにとっては、圧政を敷く軍国というステレオタイプを背景としたイギリスの反露感情を和らげる機会となった。華奢品と巨大な美術品からなる、最新技術とは無縁な豪華な展示品は結局のところ印象を変えるまでには至らなかった。イギリスは弱小な海軍を軽視する一方、大規模な陸軍を警戒した。

クリミア戦争での英露兵士の白兵戦

オスマン帝国に対するロシアの圧力は続き、結果イギリスとフランスがオスマン帝国と手を組んでクリミア戦争（1853年–1856年）でロシアを打ち負かした。反露感情に支配された大衆は、遠い海外での紛争を支持し続けた。イギリス人、特にホイッグ党員たちは1830年の11月蜂起以降ロシアのポーランド支配に立ち向かうポーランド人革命家たちを支持した。イギリス政府はサンクトペテルブルクによる1860年代初期のポーランド人反乱鎮圧を神経質に見守ったが、介入には至らなかった。
検閲の無いロシア語逐次刊行物はロンドンで最初に出版された。1855年から1865年にかけてアレクサンドル・ゲルツェンとニコライ・オガリョフが出版した『北極星』『ロシアからの声』『鐘』は刊行後数年間にわたってロシア人リベラルインテリに強い影響力を持ち続けた。クリミア戦争直前の1853年にゲルツェンが創立し、銀行家ロスチャイルド家パリ分家の助けを借りてロシアから移した資産を基に運営されていた自由ロシア出版が出版を担った。

### 敵意と緊張の高まり

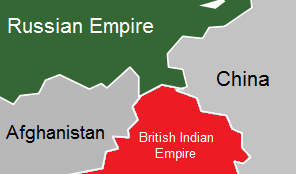
1865年時点で存在したロシア帝国と英領インド間の短い国境線は、後にアフガニスタンのワハーン回廊によって置き換えられた。

クリミア戦争での敗北は多くのロシア人にとって屈辱的であり、復讐を求める世論の高まりを見せた。英露政府間の緊張は19世紀半ばに高まっていった。1815年以降、反動的なロシアとリベラルなイギリスの間でイデオロギー的な冷戦が生じていた。イギリスを委縮させるため、ロシアは1848年革命でオーストリアを助けハンガリー革命を容赦なく鎮圧した。ロシアでは、1820年代の寛容さによって自由主義が西欧に広まってしまったと考えられていた。
ロシア人たちはフランス、ベルギーでの1830年革命を悔やんでいた。中でも最悪だったのがポーランドで粉砕された反ロシア革命であった。1850年代後半、イギリスのアジア市場進出に伴って新たな戦略・経済競争が緊張を高めていった。カフカス地域での部族反乱が鎮圧され、ロシアが中央アジアへ更なる軍勢を派遣できるようになったことはインドの大英帝国によって長期的な脅威と受け止められた。イギリス政府高官たちは、黒海と地中海をつなぐダーダネルス海峡を支配しようとオスマン帝国に圧力をかけるロシアに対する強い敵意を抱いていた。
19世紀初期以降、イギリスメディアでのロシア描写（イギリス人の旅行記やそれを報じた新聞に基づく）はしばしば「歪んだ描写」に満ちていた。学者 Iwona Sawkowicz はこれら旅行者の多くの滞在が短期で、ほとんどがロシア語を話せず、「文化の違いを主に探していた」ためだとしている。両国の経済・政治関係の深まりにもかかわらず、これらの描写によって反露感情は増大していった。1874年、ヴィクトリア女王の次男アルフレッド王子とアレクサンドル2世唯一の娘マリア・アレクサンドロヴナの結婚、およびそれに伴うアレクサンドル2世による友好的な訪英によって反露感情は和らいだ。しかし友好的な雰囲気は3年も続かず、両国は戦争の危機に陥る。

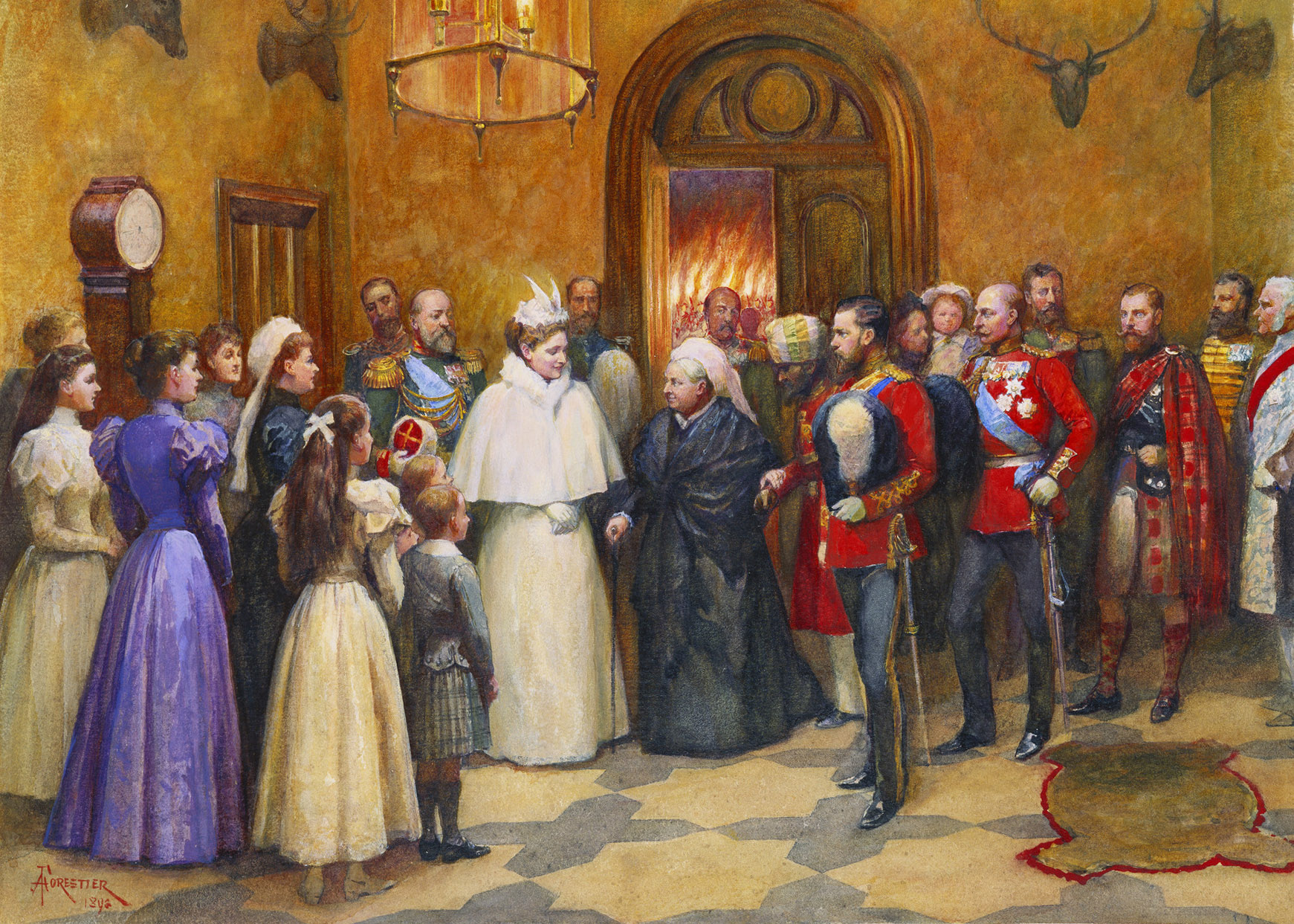
スコットランド・バルモラル城でのヴィクトリア女王とニコライ2世（1896年）

#### 1885年パンジデ事件
中央アジアでの英露間の敵意は19世紀後半、いわゆる「グレート・ゲーム」期に急速に高まった。ロシアはインド洋に面した不凍港を欲した一方、イギリスはロシア軍がインド侵攻につながる領土獲得を阻止したかった。1885年、パンジデ事件によってロシアはアフガニスタン首長国の一部を併合し、戦争への不安が高まった。中央アジア征服（トルキスタン総督府）終盤にロシアはアフガニスタン国境の城塞を手中に収めた。インドへの危機と見なしたイギリスは戦争になりうると警告したが、両国ともに譲歩し解決は外交にゆだねられた。
ロシアはパミール高原以外のアジア進出を控え、アフガニスタンの北西国境を確定させた。しかしながら、ロシアのニコライ・ギールス外務大臣と駐英大使スターリ男爵は1887年中央アジアに緩衝地帯を設定した。イギリスはロシアの拡大を渋々受け入れ、ロシアが外交的勝利を掴み取った。ペルシアでも緊張が続いたが、武力衝突には至らなかった。

#### 極東、1860年–1917年
ロシアをオスマン帝国、そしておそらくインドに対する脅威と見なしていたイギリスはロシアとの間に深刻な不和を生じていたものの、極東での緊張は遥かに穏やかなものであった。イギリス政府は1860年から1917年にかけて友好関係を維持しようとし、実際北東アジアで無数の協定をロシアと締結した。両国は北東アジアに進出しつつあった。ロシアは1890年代にシベリア鉄道を建設し、イギリスは香港および条約港を拠点に大規模な商業活動を中国で展開していた。ロシアは主要拠点であるウラジオストク以南に不凍港を求めていた。
両国は互いよりも日本を警戒しており、協力が必要だとみていた。両国（およびフランス）は協力して日清戦争勝利（1894年）後の大日本帝国に獲得領地の返還を強要している。ロシアは日本相手に中国の強力な擁護者となった。アメリカ合衆国とイギリスの提唱する門戸開放政策は各国が中国相手に通商権を等しく持つと謳っており、ロシアもこれを受容していた。義和団の乱に際して諸列強は八カ国連合軍を結成し、自国の外交官を保護した。
イギリスは1902年に日本との軍事同盟に署名し、1907年にはロシアとも協約を結び、敵対関係を終わらせた。1905年に日本がロシアを打ち破ると、2国は友好的に満洲を分割するようになった。それゆえ1910年までには極東での列強各国は概して平和的であり、目立った紛争は生じなかった。1914年に第一次世界大戦が開戦した時、イギリス、ロシア、日本、中国はいずれもドイツに対し宣戦布告し、ドイツを打ち負かしその領土を分割するために共闘した。
同時期、レフ・トルストイやフョードル・ドストエフスキーなどロシア人作家の人気や、ロシア農民への共感から親露感情がイギリスで拡大した。
1881年のアレクサンドル2世暗殺事件以降、過激派人民の意志党員や他の反帝政派亡命者たちはイギリスへと逃れた。セルゲイ・ステプニャク＝クラヴチンスキーとフェリクス・ヴォルホフスキーは自由ロシア出版財団と雑誌『自由ロシア』を立ち上げ、ロシア専制の改革・廃止への支持を訴えた。彼らは自由ロシア友の会（英語: Society of Friends of Russian Freedom）のリベラル、改革派および左派イギリス人の支持を受けた。1891年から1892年にかけてのロシア飢饉の被害者や、当局に弾圧されたユダヤ教徒・キリスト教徒に対する一定の支援があった。

### 20世紀初頭
しかしながらアジアでの両国の協力関係は継続し、義和団の乱（1899年–1901年）中国内の資産保護のため両国は諸外国と手を組んだ。
1902年以降イギリスは日本と同盟関係にあったが、1904年から1905年にかけての日露戦争中は厳格に中立を維持し、参戦を控えた。ただし1905年10月、太平洋に向かうロシア帝国海軍バルチック艦隊が霧に包まれた北海でイギリスの漁船団と誤って遭遇したドッガーバンク事件でにわかに開戦の瀬戸際に陥った。日本軍の水雷艇だと誤認したロシア側は1隻を撃沈し、3人の漁師が殺害された。イギリス世論は激昂したが、ロシア側は謝罪・賠償した。

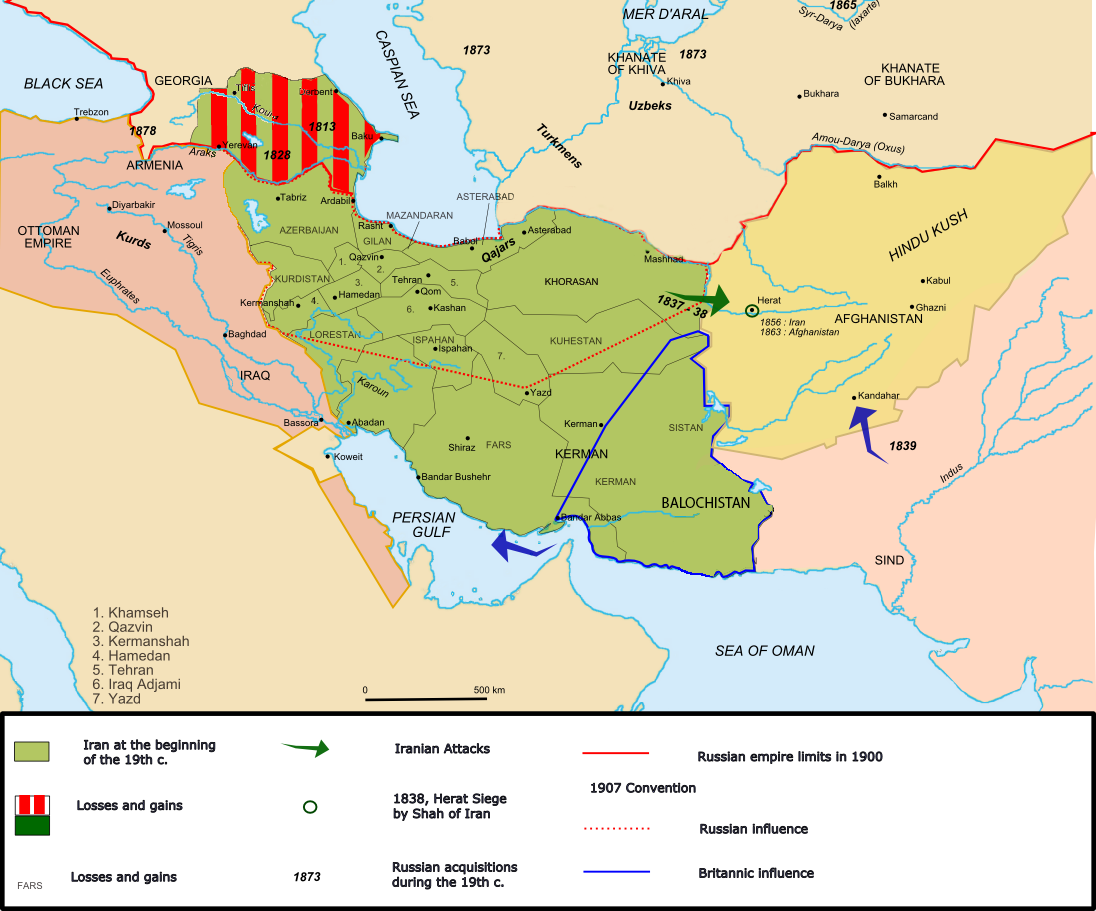
1900年時点での西南アジアにおけるイギリスとロシアの影響圏を示した地図

20世紀初期、外交関係はよりデリケートなものになっていった。ロシアは1904年締結された英仏協商に悩まされていた。ロシアはすでにフランスと相互防衛協定を結んでおり、イギリスがロシアに宣戦布告した場合はフランスにイギリスを攻撃するよう義務付けており、一方のロシアはイギリスがフランスを攻撃した場合にインドを侵略できるようアフガニスタン国境に300,000人以上の部隊を集結させていた。
ロシアを英仏同盟に引き込むことで事態は解決された。英露協商によって三国協商が成立した。英露協商では、中央アジアにおける英露両国の影響圏が正式に画定され、イギリスが海上および中央アジアで高まるドイツの脅威に対処できるようになった。
協商によって中央アジアで長年続いた対立関係が終焉し、ベルリンからバグダードまでをバグダード鉄道でつなげ、トルコ帝国と手を組もうと目論むドイツ相手に両国が共同で対処できるようになった。協商はまた、ペルシアでの長い対立を終わらせた。イギリスは北部から手を引くと約束し、ロシアは南部をイギリスの勢力圏として認めた。ロシアはまたチベットとアフガニスタンに手を出さないと約束した。引き換えにイギリス政府は融資と政治支援で応えた。英露協商によって三国協商が成立した。

### 連合国、1907年–1917年
両国は第一次世界大戦中、連合国の一員として共に中央同盟国と敵対した。1914年の夏、オーストリア＝ハンガリー帝国に攻撃されたセルビア王国に対してロシアは支援を約束し、一方のオーストリア＝ハンガリーはドイツと手を組み、ロシアと開戦した。フランスはロシアを支援した。イギリスのエドワード・グレイ外務大臣はドイツがベルギーとフランスを征服した場合イギリスの国益が危機にさらされると考え、ドイツがベルギーおよびフランスに侵攻するに及んで中立を破棄し、連合国の一員として参戦した。
英露間の同盟関係は1917年2月の革命による皇帝ニコライ2世の退位、ロシア皇室廃止後も継続された。しかしながらレーニン率いるボリシェヴィキは11月に権力を手にした後、ドイツとブレスト＝リトフスク条約を結んで莫大な領土を割譲して講和した。ロシアはイギリスとの全ての外交・商業関係を放棄し、英仏に対する対外債務を一方的に破棄した。イギリスはロシア内戦で白軍を支援したが、白軍敗北後の1921年に商業関係を復活させた。

### 英ソ関係

#### 戦間期
1918年、11日戦争でモスクワに向け進軍するドイツ帝国陸軍に対し、レーニン率いるロシア・ソビエト連邦社会主義共和国は厳しい条件を吞んで講和を結んだ。連合国は、1918年3月3日に結ばれたブレスト＝リトフスク条約をロシアの裏切りと見なした。終戦が近づくにつれ、イギリスは1925年まで続いた内戦に介入するためロシアに部隊を派遣し、ボリシェヴィキが樹立した新生の社会主義政権を打倒しようとした。1920年までに、バクーでの集会でグリゴリー・ジノヴィエフはイギリス帝国主義に対する「聖戦」を呼びかけるようになった。
ロシアからの撤兵後、イギリスはロシアとの通商交渉を開始し、1921年3月16日に両国は英ソ通商合意を締結した。レーニンの新経済政策によって社会主義は後退し、低迷するロシアの経済を立て直すために資本主義国家との交易が模索された。イギリスはレーニンの通商合意を受け入れた初の国家となった。イギリスの経済封鎖は終わり、ロシアの港はイギリスの船に開かれた。両国は敵対的プロパガンダを自粛することで合意した。事実上の国家承認に匹敵する合意であり、両国の貿易は発展していった。
イギリスはソビエト社会主義共和国連邦（ソビエト連邦、1922年–1991年）を1924年2月1日に正式に承認した。しかしながら、英ソ関係は未だ不信と敵意に満ちており、結局1927年に国交断絶となった。1927年5月、警察がアルコスを捜索し、ソビエトによる諜報活動を示す電報を保守党のスタンリー・ボールドウィン首相が庶民院で公開し、両国間関係は終焉を迎えた。事件の結末は1927年の戦争危機へと繋がり、ソビエト国内で侵略への恐怖が高まった。しかしながら歴史家たちは一連の危機は左翼反対派の政敵を弾圧する口実としてスターリンが煽ったと考えている。1929年イギリス総選挙の後、ラムゼイ・マクドナルド首相率いる労働党政権によってソビエト連邦との国交は回復した。

#### 第二次世界大戦

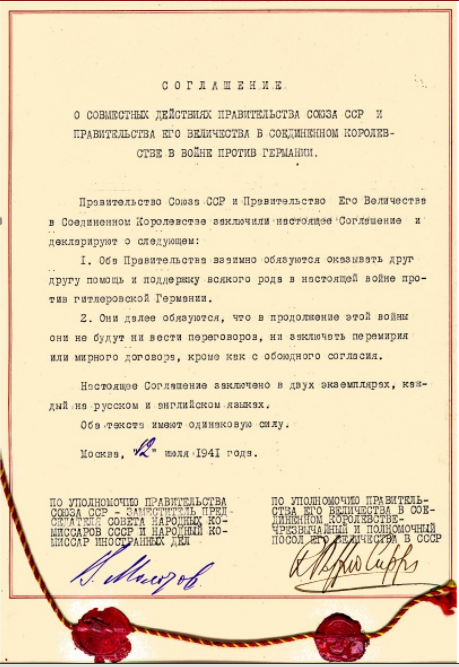
1941年英ソ対独合意

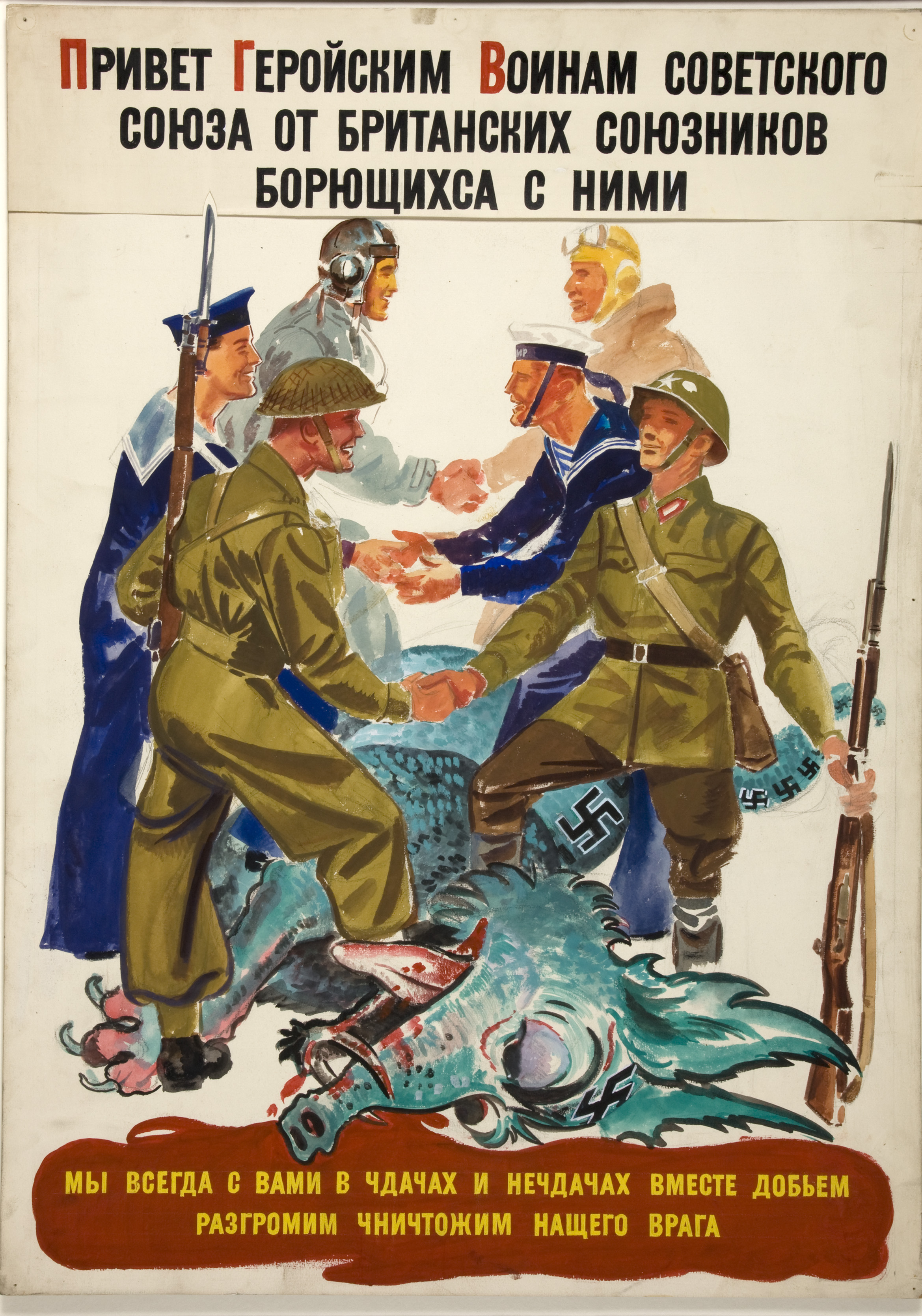
鍵十字の描かれたドラゴンを踏みつける英ソ兵士

1938年、イギリスとフランスはナチス・ドイツとミュンヘン協定を結んだ。スターリンは協定に反対し、ドイツによるチェコスロバキア領ズデーテン地方併合の承認を拒否した。

##### 独ソ不可侵条約
ドイツとソビエト連邦は1939年8月終わりに独ソ不可侵条約を締結し、東欧のおよそ半分をソ連の支配圏と認め、ドイツは二正面作戦を回避した。ドイツは9月1日にポーランドへ侵略し、16日後にはソ連も続いた。グレートブリテン共産党の党員と支持者の多くは驚き、離党した。引き続き党に留まった党員らはイギリスの戦争努力の弱体化を図り、党が「人民の平和」と呼んだヒトラーとの講和を呼びかけた。イギリスはフランスと共にドイツへ宣戦布告したが、ソ連に対しては対象外とした。イギリス人は冬戦争を戦うフィンランドに対し同情的だった。ドイツ空軍がザ・ブリッツのために必要とした燃料はソビエト連邦から供給された。

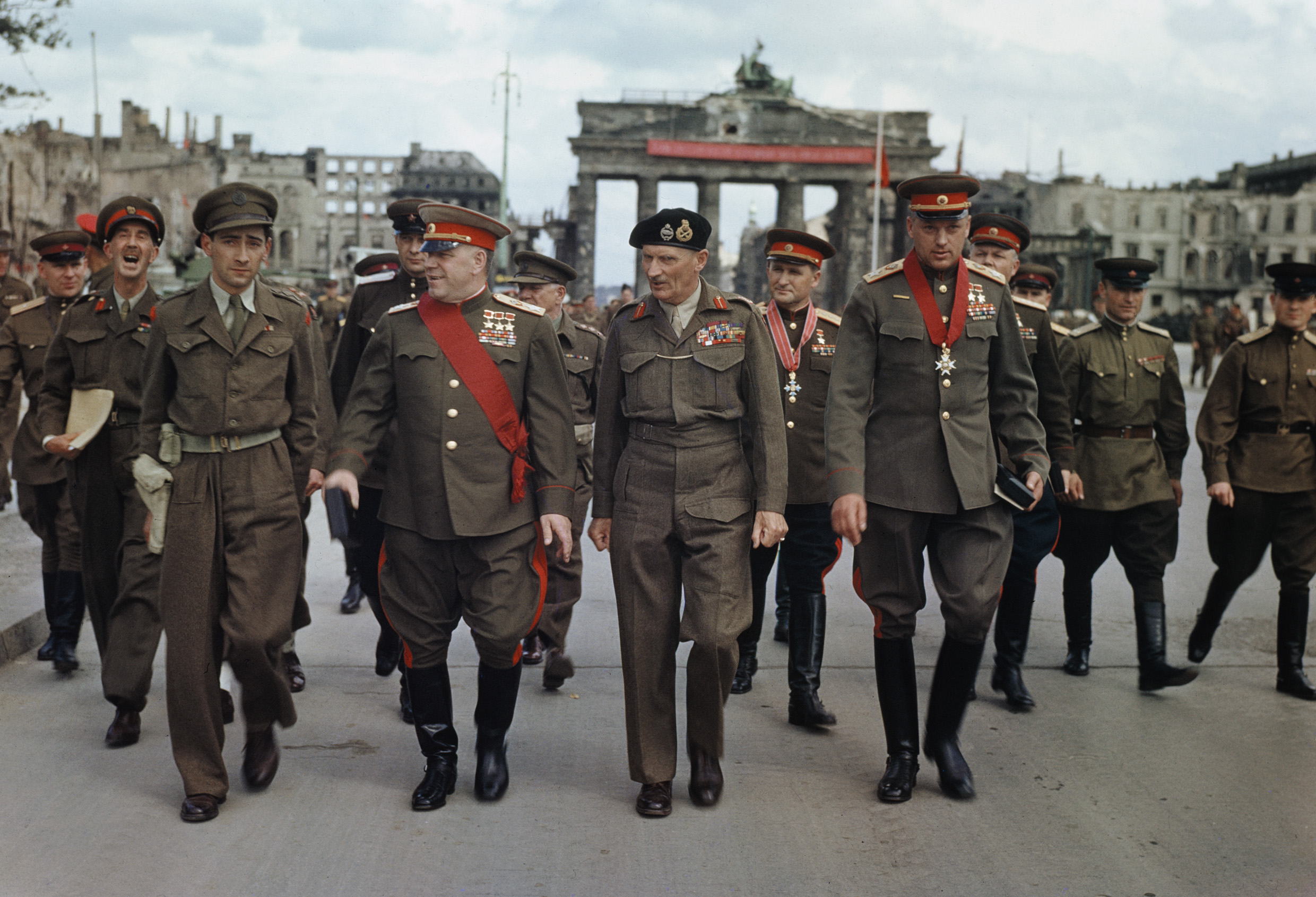
ドイツ・ベルリンのブランデンブルク門前のバーナード・モントゴメリー元帥とソビエトのゲオルギー・ジューコフ将軍（1945年7月12日）

##### 英ソ同盟
1941年6月、ドイツはバルバロッサ作戦を開始し、ソ連を攻撃した。イギリスとソ連は翌月英ソ合意を結び、同盟を締結した。8月のイラン進駐によって両国はレザー・パフラヴィーを廃位し、イランの油田が枢軸国の手に落ちることを阻止した。第二次世界大戦中の北極海における輸送船団はイギリスとソ連間で物資を輸送した。イギリスは限られた（戦車や航空機を含む）輜重を素早くソ連に送り届け、ドイツおよびその同盟国に対する抗戦を支援した。
イランは主要な輸送経路の一つだった。両国はドイツの影響力を無効化するため、イランを共同占領することで合意した。戦後、ソ連の撤退が遅れたことで争いが生じ、国境沿いに傀儡政権樹立を目論んでいるのではないかとの疑惑が生じた。この問題は1946年に完全解決を見た。ソ連は9月にロンドンで開かれた第二次連合国会談に参加し、その後イギリスと12月に参戦したアメリカ合衆国と共に枢軸国と戦う連合国の「三巨頭」と見なされるようになった。
20年間の相互援助を定めた英ソ条約は1942年5月に締結され、ソビエト連邦と大英帝国両国の戦争終結までの軍事同盟、および20年間の政治的同盟を保障した。
1942年8月、アメリカのW・アヴェレル・ハリマンを伴ったウィンストン・チャーチルはモスクワを訪れ、スターリンと初めて会談した。イギリスはスターリンがヒトラーと単独講和するのではないかと危惧していたが、スターリンはその可能性を否定した。チャーチルは北極海の輸送船団に対するドイツ側の妨害を説明し、現在は輸送に遅延が生じているが、今後はよりよく護衛されるだろうと述べた。彼は年内の英米によるフランス侵攻はなく、スターリンがかねてから熱望していた第二戦線は実現できないと詫びた。第二戦線への意志はあるが、アメリカ軍の部隊、戦車、輸送力、そして制空権が不足しているとし、代わりにイギリス軍とまもなくアメリカ軍はドイツの都市・鉄道を爆撃するだろうと述べた。そして11月に控える「トーチ作戦」についても説明した。北アフリカでの英米による大規模な侵攻はイタリア侵攻を後押しし、また地中海が解放されることで黒海経由での物資輸送が可能になるかもしれないと語った。気難しい雰囲気で始まった会談であったが、数時間の非公式な会話を終えて、両首脳は互いをよく理解し合い、円滑な協力が可能だと悟った。

##### ポーランド国境
スターリンはポーランドの新たな国境案をイギリスが支持するだろうと確信しており、実際その通りとなった。戦後のポーランド国境はより西側に移り、ソ連が東部の土地を手にする一方、ポーランドはドイツ支配下にあった西部の土地を入手することで合意した。

薄青線: 1919年に提唱されたカーゾン線「B」。濃青線: ソビエト連邦が1940年に提唱したカーゾン線「A」。ピンク色: 戦後ポーランド領となった旧ドイツ領土。灰色: 戦後ソビエト連邦領となったカーゾン線以東の旧ポーランド領土。

「カーゾン線」をポーランドとソ連の国境とし、またオーデル・ナイセ線が新たなドイツ・ポーランド国境になると合意した。少数民族への支配を手放したくなかったロンドンのポーランド亡命政府はこの提案に立腹した。チャーチルは2民族間の緊張を緩和するためには、強制移住によって民族分布を国境と一致させるしかないと確信していた。彼は1944年12月15日に議会で「強制移住は（中略）最も満足のいく安定した措置になるだろう。（中略）終わりなき混乱を引き起こす民族の混在は無くなるだろう。（中略）一掃されるべきだ。」と語っている。

##### 戦後

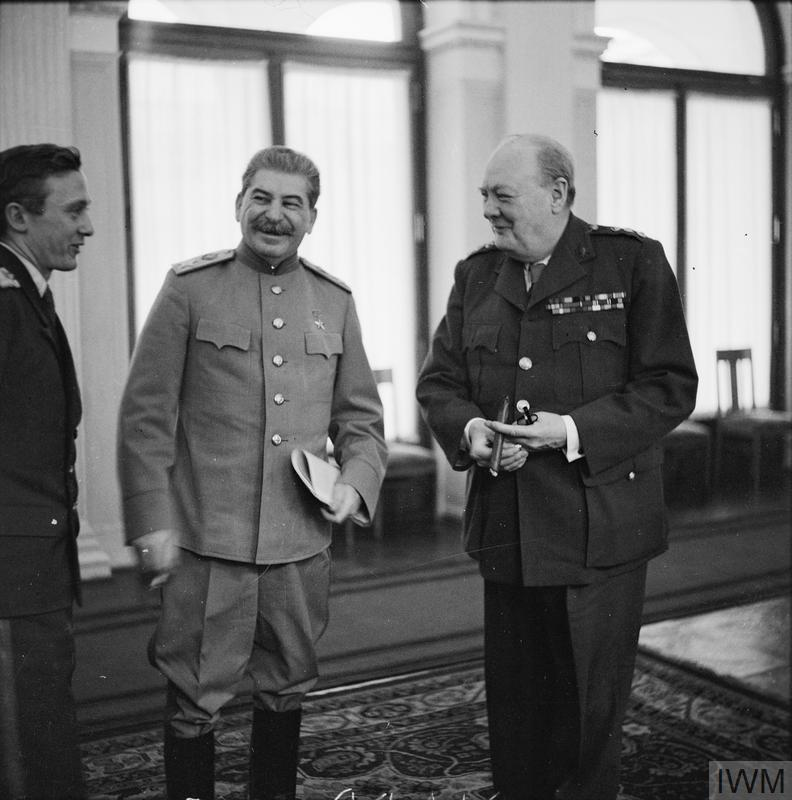
ヨシフ・スターリンとイギリス首相ウィンストン・チャーチル（1945年）

アメリカとイギリスはそれぞれの、ほぼ独立した方法でソ連政府と接近した。チャーチルはパーセンテージ協定に代表される具体的・実用的な交渉を望んでいた。ルーズベルトの最優先事項はソビエト連邦が新生の国際連合に熱意をもって参加することであり、また対日参戦も望んでいた。
1944年10月、チャーチルとアンソニー・イーデン外務大臣はモスクワを訪れ、戦後の東欧を誰が支配するかについてスターリンおよびヴャチェスラフ・モロトフ外務大臣と話し合った。アメリカは招待されず、分け前どころか十分な情報すら与えられていなかった。長時間の会談後、両国はイギリスにギリシアへ、ソビエト連邦にルーマニアへそれぞれ9割ずつの影響力を与えると定めた地域分割に関する長期的協定を締結した。ソ連はブルガリアおよびハンガリーにそれぞれ8割および2割の取り分を確保した。ユーゴスラビアで両国は影響を折半すると取り決めた。

#### 冷戦とその後
第二次世界大戦の終結後、ソビエト連邦と西側諸国の関係は急速に悪化していった。チャーチル元首相は戦後のソ連による東欧占領について「鉄のカーテンが大陸中に降ろされた」と主張した。続く冷戦期における関係は一般に緊張したもので、諜報および他の機密行動によって特徴づけられる。英米のベノナ計画はソ連の諜報機関から発される文書を解読するため1942年に始動した。イングランドで1963年まで活動していたキム・フィルビーに代表されるケンブリッジ・ファイヴなどのソ連のスパイが後にイギリスで見つかっている。
ソビエトの諜報機関であるKGBはロンドンで1978年に起きたゲオルギー・マルコフ殺害の容疑が掛けられている。KGB高官のオレグ・ゴルディエフスキーは1985年ロンドンに亡命した。
1970年代のデタント政策から一転して、1980年代にイギリスのマーガレット・サッチャー首相はロナルド・レーガンと協調して強力な反共政策を推進した。アフガニスタン紛争中、イギリスはアフガニスタンのムジャーヒディーンに対し秘密軍事支援や兵器・物資支援を送った。
ミハイル・ゴルバチョフが1985年に権力を握り、ペレストロイカを開始して以降両国関係は大幅に改善した。1991年にソビエト連邦が崩壊し、ロシアが継承国として国際的地位を引き継いだ後も関係は比較的良好なものだった。
1994年10月、女王エリザベス2世はイギリス君主としてはじめてロシアを訪問した。

### 21世紀

#### 2000年代

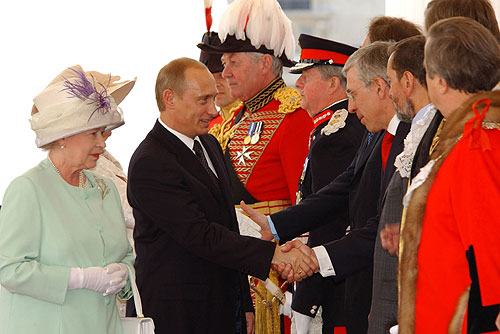
ウラジーミル・プーチン大統領とエリザベス2世、2003年

2000年にウラジーミル・プーチンがロシア連邦大統領に選出され、クレムリンがより積極的な外交政策を打ち出し、国内の支配をより強硬にしていく中で両国関係は急速に緊張していった。2000年代初期の主要な出来事として、自発的に亡命した実業家ボリス・ベレゾフスキーや、イギリスからアジール権を授与されたチェチェン独立活動家アフメド・ザカエフといったロシア市民権法のイギリス当局による引き渡し拒否が挙げられる。

2006年終わり、ロシア連邦保安庁の元職員アレクサンドル・リトビネンコがロンドンで放射性半金属のポロニウム210を盛られ、3週間後に死亡した。イギリスはリトビネンコ殺害の容疑でロシアに対しアンドレイ・ルゴヴォイの引き渡しを要請した。ロシアは他国への市民引き渡しが憲法に反するとして要請を拒否した。その結果イギリスはロシア外交官を追放し、ロシアも対抗してイギリス外交官の追放で応えた。リトビネンコ事件は英露関係上の重要な障害として残り続けた。事件の後、イギリスの情報機関である保安局および秘密情報部とロシアの情報機関FSBの関係は悪化し、協力関係が縮小された。
2007年7月、王立検察院はボリス・ベレゾフスキーが母国での「革命」を計画していると『ガーディアン』紙で語った件について検挙されることはないと公表した。クレムリンの高官は英露関係を「不穏にさせる」と述べた。ベレゾフスキーは2013年3月の死まで横領および資金洗浄の疑いでロシア国内で指名手配されていた。
ロシアは2007年8月にTu-95による長距離偵察を再開させた。偵察飛行中にイギリス領空へ接近し、イギリス空軍戦闘機がスクランブル発進した。
2008年1月、ロシアは脱税の疑いで国内にあるブリティッシュ・カウンシルの2事務所の閉鎖を命じた。直後、ロシア当局からの「脅迫」を理由に事務所での業務は打ち切られた。しかしながら、同年中にモスクワの裁判所はブリティッシュ・カウンシルに対する税疑惑のほとんどが無効だと判決を下した。
ロシアとジョージア間の南オセチア紛争中、デイヴィッド・ミリバンド外相（当時）はジョージアの首都トビリシを訪れ、グルジア大統領との会談でイギリスの政府と国民はジョージア国民と「連帯」していると語った。
2009年初め、ヴェラ・ベアード訴訟長官（当時）は英国内のロシア正教会財産（コンスタンティノープル総主教庁管轄下に移ると司教と聖職者、信徒の半数が決定していたことから、法的紛争の対象となっていた）はモスクワ総主教に帰属すべきだと個人的に決断した。懸念する国会議員に対し、決定は法的根拠のみに基づくものであり、外交的な問題とは無関係であるとの説明を余儀なくされた。司法長官パトリシア・スコットランドはベアードの決定を支持したが、批判は高まりを見せた。ベアードの決定はロシアのプーチン政権を怒らせないようにするためではなかったのかとの疑惑は続いていった。
2009年11月、デイヴィッド・ミリバンドはロシアを訪問し、両国関係を「慇懃な不和」と評した。
一方で、英露両国は多くの書類を機密解除していった。2004年、ロシア科学アカデミーのアレクサンドル・フルセンコとロンドン・スクール・オブ・エコノミクスのオッド・アルネ・ウェスタッドは冷戦期の英ソ関係を解き明かす計画を始動した。4年後、同じくロシア科学アカデミー会員の歴史家アレクサンドル・チュバリアンが計画を引き継ぎ、2016年に1943年から1953年までを扱った文書を公開している。

#### 2010年代

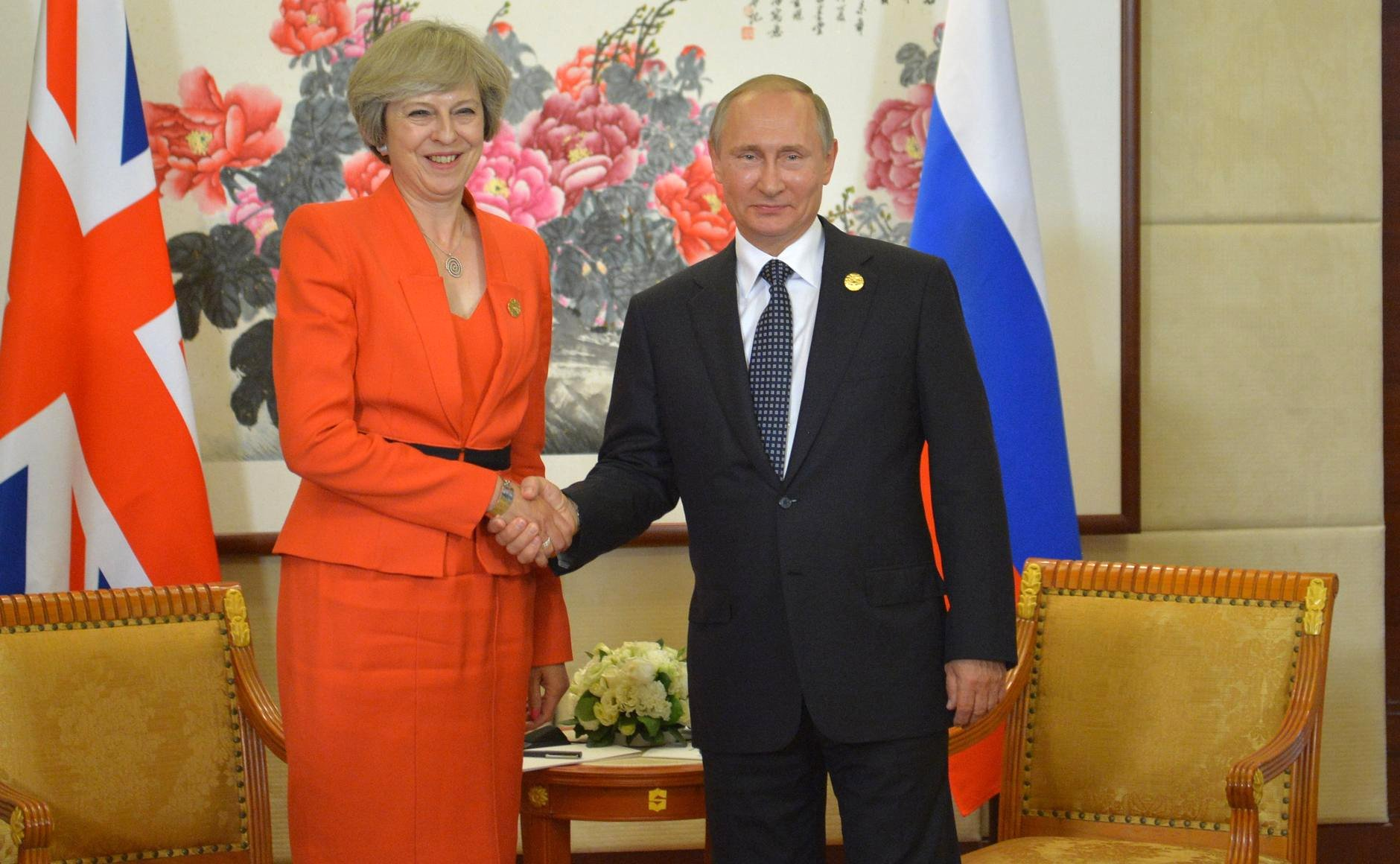
中国・杭州市での第11回20か国・地域首脳会合中のイギリスのテリーザ・メイ首相とロシアのウラジーミル・プーチン大統領（2016年9月4日）

デーヴィッド・キャメロンが英首相に就任して以降、英露関係は着実に改善していった。2011年、キャメロンはロシアを訪問し、翌2012年にはプーチンが7年ぶりにイギリスを訪問し、キャメロンと会談するだけでなく共に2012年ロンドンオリンピックを観戦した。
2013年5月、キャメロンはソチにあるプーチンの別荘を訪れ、シリア問題について話し合った。キャメロンは会談を「現実的で、目的があり有益」だったと評し、両者でプレゼントを贈り合ったと述べた。キャメロンは「2国間の共通点」を強調し、2014年ソチオリンピックに向けて両国の保安局の協力関係を一新していくとした。キャメロンは今や英露間のより効果的な関係は「両国の人々をより一層安全に、より良いものにしていく」と述べた。当時、アメリカ大統領バラク・オバマおよびプーチン大統領の両者と良好な関係にあるキャメロンは、自らの立場を生かして国際関係の仲介者になれるのではないかと期待されていた。
2014年、ウクライナ紛争を受け、イギリス政府がアメリカや欧州連合と共に制裁をロシアに課したことで両国関係は急速に悪化した。キャメロンは2014年クリミア住民投票は「偽物」であり、有権者は「カラシニコフの銃身のもとで投票させられた」として「ロシアはクリミアを併合しようと目論んでいる。（中略）これは明白な国際法違反であり、決して承認できるものではない」と批判した。2014年3月、イギリスはロシアとのあらゆる軍事協力を停止し、ロシアに対する直接的軍事輸出の許可をすべて取り消した。同年9月、ロシアの銀行業・石油産業および政府高官を対象とした更なる制裁がEUから課せられた。ロシアはイギリスおよび他の制裁参加国からの食品輸入削減で応えた。イギリスのデーヴィッド・キャメロン首相およびアメリカのバラク・オバマ大統領は9月始め、『タイムズ』紙に共著で「ロシアはクリミア併合と自称する違法行為およびウクライナ国土への部隊展開によって主権国民国家を脅かし、傷つけ、決まりを台無しにした」と寄稿した。
2016年、イギリス国民の52%が欧州連合からの脱退に賛成した。衝撃は国中へと広がり、キャメロンと政府高官はロシアが投票に介入したと非難した。後の首相ボリス・ジョンソンはロシアの手先であり、ロシアの干渉を過小評価したと批判された。
情報・保安委員会ロシア報告書は、イギリス政府と情報機関はEU離脱投票へのクレムリンの介入を適切に評価できなかったとしている。
2017年初頭、アメリカ大統領ドナルド・トランプとの会談で、英首相テリーザ・メイはアメリカよりも厳しい制裁をロシアに課すと語った。2017年4月、駐英ロシア大使アレクサンドル・ヤコヴェンコは800人の部隊をエストニアに駐留させ「ヨーロッパの緊張を高めた」としてイギリスを強く批判した。ヤコヴェンコは英露関係が「史上最低水準」であるとし、「二国間関係はないに等しい」と述べた。
2017年11月中旬、ギルドホールで開催された市長主催の晩餐会で、メイ首相はロシアを「もちろん、今日を代表する大国のひとつ」と評し、「我々の開かれた経済と自由な社会」を弱体化させようと目論んでいると述べた。彼女はより詳細に「（ロシアは）情報を武器にしようとしています。国営メディア組織を用いてホラ話と偽造画像を流布し、西側諸国に不和を生じさせ我々の組織の弱体化を図っています。そこで、私はロシアに対しひとつの簡単なメッセージを送ります。我々はあなたが何をしているか知っています。そしてそれが成功することはないでしょう。」と語った。これに対し、ロシアの議員はテリーザ・メイが「逆効果」な演説によって「自身の愚かさをさらけ出している」と応えた。ロシア大使館は晩餐会でワインを飲む彼女の写真と共に「テリーザさんへ、いつの日かクリミアの #Massandra の赤ワインを試していただければ幸いです。」とTwitter上に投稿した。ロシア人評論家の中には、テリーザ・メイの晩餐会での演説を1946年3月にフルトンでウィンストン・チャーチルが行った鉄のカーテン演説に例えるものもいた。『ニューヨーク・タイムズ』紙の一面を飾った記事の中で、アンドリュー・ローゼンタールはメイ首相のメッセージを「ロシアでの人権・言論の自由に対するプーチンの絶え間ない攻撃を止めるつもりが微塵もなく（中略）（プーチンが）オバマより優れた指導者だと賞賛している」ドナルド・トランプのそれと対比させた。
2017年12月、ボリス・ジョンソンは外務・英連邦・開発大臣として5年ぶりにロシアを訪問した。ジョンソンはモスクワでの会談後、英露関係は「よくない状態にある」が、「改善していきたい」と語った。ロシアのセルゲイ・ラブロフ外相は会談の初めに「侮辱的」なことを述べたとしてイギリスを非難し、「ロシアとイギリスの関係が『低調』なことは自明なことだ」と付け足したが、「ジョンソン氏を信頼している」とも述べ、両国が国際連合安全保障理事会で協力していくべきだと合意した。
2018年3月、ソールズベリーでのスクリパリ事件の後、両国関係はさらに悪化の一途を辿り、互いに23人の外交官を追放しただけでなく、更なる制裁措置に及んだ。事件から数日後、イギリス政府は今回の事件がロシアによるものである可能性が「非常に高い」と判断を下し、EUやアメリカ、および他の同盟国からも支持された。2018年3月26日および27日にかけてアメリカ、ほとんどのEU加盟国、アルバニア、オーストラリア、カナダ、マケドニア、モルドバ、ノルウェーおよびNATOといったイギリスの同盟国が協調して行った140人以上（イギリスによるものも含む）のロシア外交官追放をボリス・ジョンソン外相は「類なき国際的反応」と呼んだ。

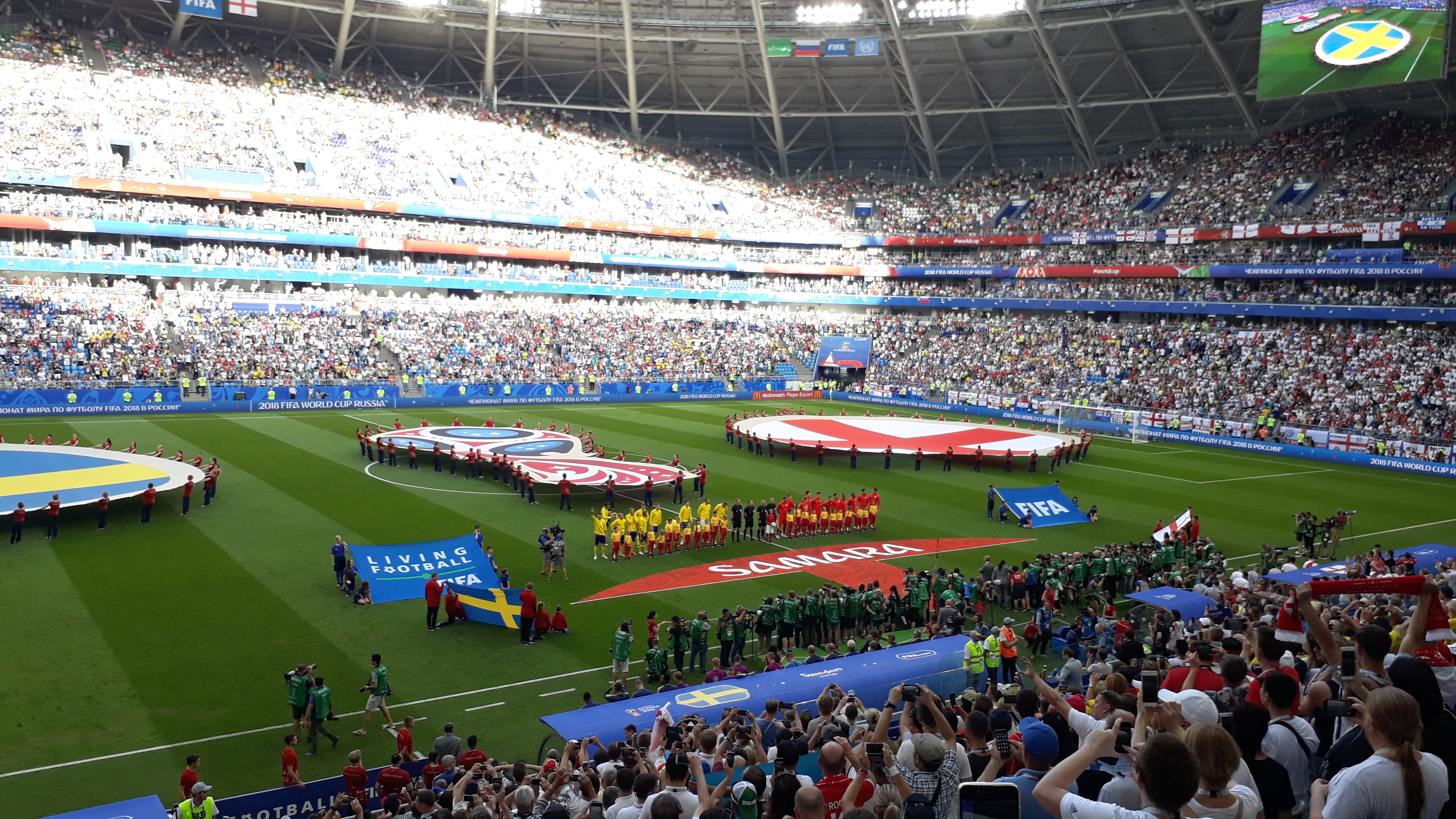
ロシア・2018 FIFAワールドカップでスウェーデン代表と対戦するイングランド代表（2018年7月7日）

それに加えて、2018年7月にはスクリパリ事件の起きたソールズベリーからほど近いエイムズベリーの町で起きた毒殺事件に関して内閣府ブリーフィングルーム会議が開かれた。後にポートンダウンによって毒殺にはノビチョクが用いられていたと明らかにされた。サジド・ジャヴィド住宅相は庶民院で、結論を急ぐ前に捜査チームへ徹底的な捜査を命じたと語った。その一方でロシアに対してノビチョクに対する質問を繰り返し、同国がイギリスを「ゴミ箱」にしていると批判した。
2018年6月、英国王立防衛安全保障研究所での演説において、陸軍参謀総長マーク・カールトン＝スミスは敵対的なロシアの「差し迫った」脅威に対し、イギリス軍は「戦い、勝利できる」よう備えるべきだと語った。カールトン＝スミスは「イギリスに対する差し迫った、あるいは存在を脅かすような脅威などない、あるいは仮に存在したとしても長期的な警告があるなどという誤った認識は明確に間違っており、ロシアの破壊工作に対処するためには通常の兵器・兵力は無関係だという誤った信念も同様である...」と述べた。2018年11月、『デイリー・テレグラフ』紙の取材に対し、カールトン＝スミスは「今日、ロシアは疑いなくアルカイダやISILなどのイスラーム過激派などより我が国にとってはるかに恐るべき脅威と化しています。（中略）我々はロシアの脅威に対し現状に甘んじたり、対処せず放置することなど不可能です。」と答えた。
2019年イギリス総選挙でのボリス・ジョンソン率いる保守党の勝利に対し、ロシア側は多様な反応を示した。ドミトリー・ペスコフ報道官は選挙を受け「どれだけの適切な（中略）希望が保守党にあるだろうか」と関係改善に対する疑問を呈した。しかしながら、プーチンは「彼は政敵よりもイギリス社会の雰囲気をつかんでいる」とジョンソンを称賛した。

#### 2020年代
2020年3月、政府の外交・防衛・安全保障・国際政策を掲載する統合レビュー中で、イギリス政府はロシアを安全保障上最も「深刻な」危機だと評した。
2021年6月、イギリスの駆逐艦ディフェンダーとロシア連邦軍の間で2021年黒海事件が生じた。

##### ロシアのウクライナ侵攻

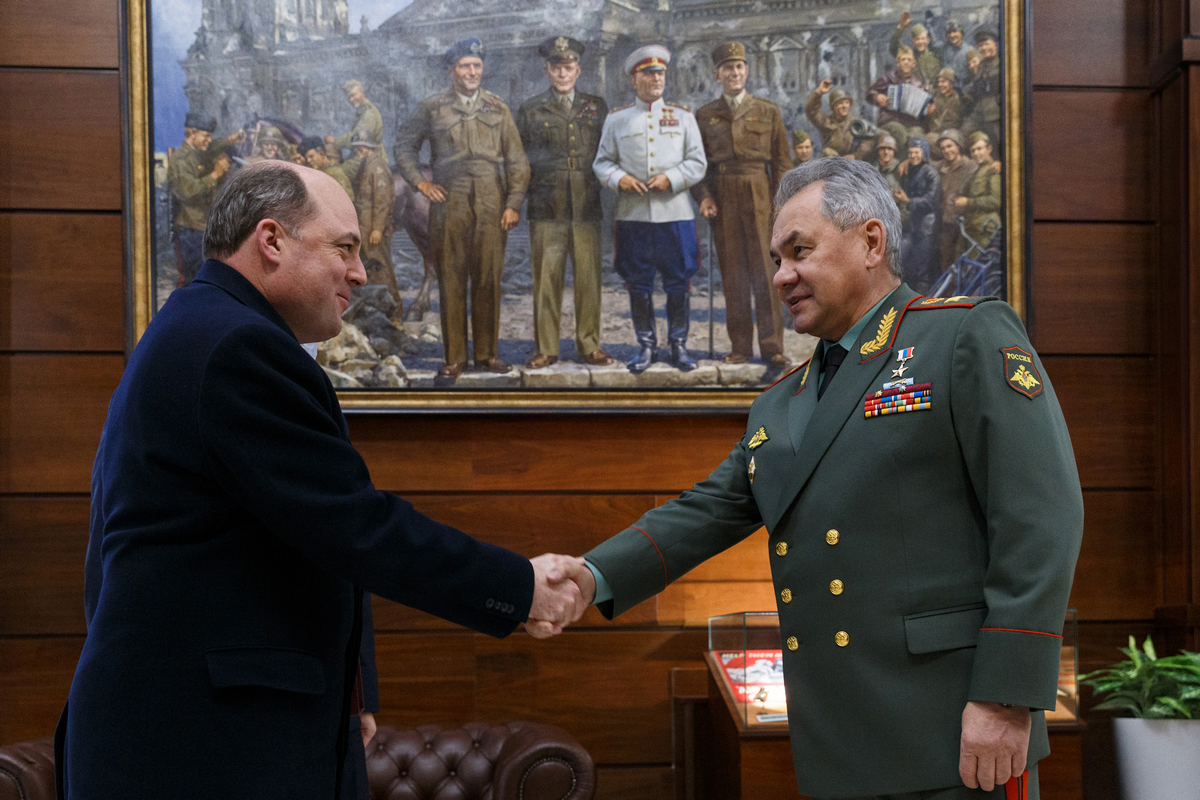
2022年2月11日、イギリスのベン・ウォレス国防大臣は、ウクライナへの大規模侵攻を計画していないとするロシアのセルゲイ・ショイグ国防大臣と会見した。

2022年ロシアのウクライナ侵攻に対してイギリス政府はロシア銀行・市民に対する経済制裁を課し、アエロフロート・ロシア航空のイギリス領空進入を禁じた。ロシアはイギリス航空機の領空進入禁止で応えた。
イギリスはウクライナに対し、NLAWミサイル（侵攻を予期して2022年1月に送られた）をはじめとする軍事装備を支援している。2022年3月16日時点で、イギリス政府はウクライナに対し4,000本以上のNLAWミサイルを送ったとしている。それに加え、イギリスはスターストリーク防空ミサイルをウクライナに送り、ロシアの制空権確保を妨害している。イギリス兵はポーランド経由でウクライナ入りし、ウクライナ軍の訓練を手助けしている。これらの支援はCAMM到着までの暫定的なものだった。
2022年2月26日、ボリス・ジョンソン首相はイギリスと友好国が国際銀行間通信協会からロシアの銀行を締め出すための「断固たる措置」に出たと述べた。
2022年3月5日、イギリスはロシアのウクライナ侵攻を非難する声明を再び発し、その中で自国市民に対し「ロシア国内にいる必要がない場合、運行中の旅客便による退去を強く推奨します」とロシア国外への退去を促した。同月11日、イギリスはロシア下院の386議員に制裁を課し、またウラジーミル・プーチン大統領へ圧力をかけるため、ロシアに対する豪華品輸出禁止を予定していると発表した。12日、フランス、イギリス、ドイツはロシアに対しイランとの経済保証要求は締結間近の核合意放棄を招きうると警告した。17日、ウクライナでの戦争犯罪、およびそれに対するプーチン大統領の指示を「非常に強い証拠」があると述べた。

イギリスはロシアの「非友好的な国と地域のリスト」（赤色）に掲載されている。リストに掲載されている国・地域はロシアに対し経済制裁を課している。

24日、クレムリンはボリス・ジョンソン首相を最も活動的な反露指導者だと宣言した。イギリス内閣府はこの主張を拒絶し、首相は「反プーチン」であり、ロシアの人々に対する敵意はないとした。
同年5月3日、ロシアは『沈みうる島』（英語: The Sinkable Island）と題する番組を放送した。ドミトリー・コンスタンティノヴィチ・キセリョフが司会を務める中、グレートブリテン島に対する核攻撃のシミュレーターが流された。同月8日、イギリスのボリス・ジョンソン内閣府は、G7首脳が世界はロシアのプーチン大統領に対する経済的圧力を実現可能ないかなる方法であれ高めるべきだということで合意したと発表した。
殺傷兵器をウクライナに送る一方、2022年6月28日にパトリック・サンダース将軍はロシアとの更なる対決に備えイギリスは動員を計画していると発表した。2022年7月、イギリスは「ウクライナを弱体化させる活動・政策を支持・推奨し、同国の領土、主権、あるいは独立を揺るがし、脅かす」内容を流布しているとして、イギリス市民のジャーナリストで、ロシア側の立場で報道を行っているグラハム・フィリップスを制裁対象に加えた。
2022年9月29日、ロシアのSu-27戦闘機は黒海で定期パトロール中であったイギリス空軍のRC-135近傍にミサイルを「発射」した。英露両国は事件が故意ではなく、技術的なトラブルによるものだったと合意している。事件を受けて英空軍はパトロールを一時的に中断したものの、後に戦闘機の護衛付きで再開している。
2022年10月29日、ロシアはセヴァストポリ海軍基地に対するドローン攻撃に加え、2022年ノルドストリームパイプラインへの破壊工作にイギリス海軍が関与しているとしてイギリスを非難した。イギリス国防省はロシア側の主張を否定し、ロシアが「壮大な規模の虚言を流布している」とする声明を発表した。同月はじめ、ロシアはクリミア大橋爆発へのイギリスの関与を非難していた。
リシ・スナクが2022年10月にイギリス首相に任命された後も、イギリスの反露的立場・政策は継続された。2023年5月、東京都で開催されたG7会合で、スナクはロシア産ダイアモンド、銅、アルミニウム、ニッケルの輸入禁止によって対露制裁を一層強化し、またウクライナへの支援を倍増させた。イギリスはまた制裁対象に86のロシア市民・企業を加えた。

## 諜報活動と著名な作戦
2010年6月、イギリスの情報当局はイギリス国内におけるロシアの諜報活動が冷戦期の水準にまで達しており、保安局はここ数年でロシアへの対抗諜報能力を構築していると発表し、またロシアは「国外滞在者に大きな」焦点を当てているとした。2010年8月中旬、保安局元長官（1996年 – 2002年）のスティーヴン・ランダーは英国内のロシア諜報活動について「もし90年代初期に戻れば、諜報活動の中断があったと見て取れるでしょう。その後諜報活動は再開され、SVR（かつてのKGB）は昔のやり方を復活させました。私の考えでは、前世紀の終わりまでには冷戦期の水準に戻ったと思います。」と語った。
海外の情報員を通じて非国内政策を指示することは、その情報の重要な目的ではあるが、それだけが目的ではない。情報に基づいて行動できるその能力は、それ自体で理解される必要がある。
情報アウトソーシングから得た情報と自らの能力を分離することで、説明したような目的を果たすことができる。
2012年1月、トニー・ブレア首相の首席補佐官（2006年）だったジョナサン・パウエルはロシア当局によって公表された、石に偽造した装置によるロシアへの諜報活動（2006年）はイギリスによるものだと認め、「彼らは明らかにある段階でそのことを関知しており、政治的な目的のために手札としてとっておいた」と語った。2006年当時、ロシア連邦保安庁は偽装石事件がロシア国内のNGOへ秘密裏に送金しているイギリスの情報局員によるものだとしていた。直後、ウラジーミル・プーチン大統領はロシア国内の非政府組織に対する寄付を制限する法律を制定した。

## 大使館
在イギリスロシア連邦大使館はイギリス・ロンドンにある。在ロシアイギリス大使館はロシア・モスクワにある。
モスクワの外では、エカテリンブルクにイギリスの総領事館がある。かつてはサンクトペテルブルクにイギリス総領事館があったが、2018年にスクリパリ事件に伴う関係悪化を受けて閉鎖された。エディンバラにロシアの総領事館がある。

### マイノリティ
- イギリスのロシア人（英語版）
- イギリス人ディアスポラ（英語版）

（イングランド系ロシア人、スコットランド系ロシア人、アイルランド系ロシア人）

## 関連文献
- Anderson, M. S. Britain's Discovery of Russia 1553–1815 (1958). * Chamberlain, Muriel E. Pax Britannica?: British Foreign Policy 1789–1914 (1989)
- Clarke, Bob. Four Minute Warning: Britain's Cold War (2005)
- Crawley, C. W. "Anglo-Russian Relations 1815-40" Cambridge Historical Journal (1929) 3#1 pp. 47–73 online
- Cross, A. G. ed. Great Britain and Russia in the Eighteenth Century: Contacts and Comparisons. Proceedings of an international conference held at the University of East Anglia, Norwich, England, 11–15 July 1977 (Newtonville, MA: Oriental Research Partners, 1979). toc
- Cross, A. G. ed. The Russian Theme in English Literature from the Sixteenth Century to 1980: An Introductory Survey and a Bibliography (1985).
- Cross, A. G. By the Banks of the Thames: Russians in 18th century Britain (Oriental Research Partners, 1980)
- Dallin, David J. The Rise of Russia in Asia (1949) online
- Figes, Orlando. The Crimean War: A History (2011) excerpt and text search, scholarly history
- Fuller, William C. Strategy and Power in Russia 1600–1914 (1998)
- Gleason, John Howes. The Genesis of Russophobia in Great Britain: A Study of the Interaction of Policy and Opinion (1950)
- Guymer, Laurence. "Meeting Hauteur with Tact, Imperturbability, and Resolution: British Diplomacy and Russia, 1856–1865," Diplomacy & Statecraft 29:3 (2018), 390–412, DOI:10.1080/09592296.2018.1491443
- Horn, David Bayne. Great Britain and Europe in the eighteenth century (1967), covers 1603 to 1702; pp 201–36.
- Ingram, Edward. "Great Britain and Russia," pp 269–305 in William R. Thompson, ed. Great power rivalries (1999) online
- Jelavich, Barbara. St. Petersburg and Moscow: Tsarist and Soviet foreign policy, 1814–1974 (1974) online
- Klimova, Svetlana. "'A Gaul Who Has Chosen Impeccable Russian as His Medium': Ivan Bunin and the British Myth of Russia in the Early 20th Century." in A People Passing Rude: British Responses to Russian Culture (2012): 215-230 online.
- Macmillan, Margaret. The War That Ended Peace: The Road to 1914 (2013) cover 1890s to 1914; see esp. ch 2, 5, 6, 7.
- Meyendorff, A. F. (November 1946). “Anglo-Russian trade in the 16th century”. The Slavonic and East European Review 25 (64).
- Middleton, K.W.B. Britain and Russia: An Historical essay (1947) Narrative history 1558 to 1945 online
- Morgan, Gerald, and Geoffrey Wheeler. Anglo-Russian Rivalry in Central Asia, 1810–1895 (1981)
- Neilson, Keith. Britain and the Last Tsar: British Policy and Russia, 1894–1917 (1995)
- Nish, Ian.  "Politics, Trade and Communications in East Asia: Thoughts on Anglo-Russian Relations, 1861–1907." Modern Asian Studies 21.4 (1987): 667–678. Online
- Pares, Bernard. "The Objectives of Russian Study in Britain." The Slavonic Review  (1922) 1#1: 59-72 online.
- Sergeev, Evgeny. The Great Game, 1856–1907: Russo-British Relations in Central and East Asia  (Johns Hopkins UP, 2013).
- Szamuely, Helen. "The Ambassadors" History Today (2013) 63#4 pp 38–44. Examines the Russian diplomats serving in London, 1600 to 1800. Permanent embassies were established in London and Moscow in 1707.
- Thornton, A.P. "Afghanistan in Anglo-Russian Diplomacy, 1869-1873" Cambridge Historical Journal (1954) 11#2  pp. 204–218 online.
- Williams, Beryl J. "The Strategic Background to the Anglo-Russian Entente of August 1907." Historical Journal 9#3 (1966): 360–373.

### 英ソ関係
- Bartlett, C. J. British Foreign Policy in the Twentieth Century (1989)
- Bell, P. M. H. John Bull and the Bear: British Public Opinion, Foreign Policy and the Soviet Union 1941–45 (1990). online free to borrow
- Beitzell, Robert. The uneasy alliance; America, Britain, and Russia, 1941-1943 (1972) online
- Bevins, Richard, and Gregory Quinn. ‘Blowing Hot and Cold: Anglo-Soviet Relations’, in British Foreign Policy, 1955-64: Contracting Options, eds. Wolfram Kaiser and Gilliam Staerck, (St Martin’s Press, 2000) pp 209–39.
- Bridges, Brian. "Red or Expert? The Anglo–Soviet Exchange of Ambassadors in 1929." Diplomacy & Statecraft 27.3 (2016): 437–452. doi:10.1080/09592296.2016.1196065
- Carlton, David. Churchill and the Soviet Union (Manchester UP, 2000).
- Deighton, Anne. "Britain and the Cold War, 1945–1955", in The Cambridge History of the Cold War, eds. Mervyn P. Leffler and Odd Arne Westad, (Cambridge UP, 2010) Vol. 1. pp 112–32.
- Deighton Anne. "The 'Frozen Front': The Labour Government, the Division of Germany and the Origins of the Cold War, 1945–1947," International Affairs 65, 1987: 449–465. in JSTOR
- Deighton, Anne. The Impossible Peace: Britain, the Division of Germany and the Origins of the Cold War (1990)
- Feis, Herbert. Churchill Roosevelt Stalin The War They Waged and the Peace They Sought A Diplomatic History of World War II (1957) online free to borrow
- Gorodetsky, Gabriel, ed. Soviet Foreign Policy, 1917–1991: A Retrospective (2014).
- Hennessy, Peter. The Secret State: Whitehall and the Cold War (Penguin, 2002).
- Haslam, Jonathan. Russia's Cold War: From the October Revolution to the Fall of the Wall (Yale UP, 2011)
- Hughes, Geraint. Harold Wilson's Cold War: The Labour Government and East–West Politics, 1964–1970 (Boydell Press, 2009).
- Jackson, Ian. The Economic Cold War: America, Britain and East–West Trade, 1948–63 (Palgrave, 2001).
- Keeble, Curtis. Britain, the Soviet Union, and Russia (2nd ed. Macmillan, 2000).
- Kulski, Wladyslaw W. (1959). Peaceful Coexistence: An Analysis of Soviet Foreign Policy. Chicago: Henry Regnery Company
- Lerner, Warren. "The Historical Origins of the Soviet Doctrine of Peaceful Coexistence." Law & Contemporary Problems  29 (1964): 865+ online.
- Lipson, Leon. "Peaceful coexistence." Law and Contemporary Problems 29.4 (1964): 871–881. online
- McNeill, William Hardy. America, Britain, & Russia: Their Co-Operation and Conflict, 1941–1946 (1953)
- Marantz, Paul. "Prelude to détente: doctrinal change under Khrushchev." International Studies Quarterly 19.4 (1975): 501–528.
- Miner, Steven Merritt. Between Churchill and Stalin: The Soviet Union, Great Britain, and the Origins of the Grand Alliance (1988) online
- Neilson, Keith Britain, Soviet Russia and the Collapse of the Versailles Order, 1919–1939 (2006).
- Newman, Kitty. Macmillan, Khrushchev and the Berlin Crisis, 1958–1960 (Routledge, 2007).
- Pravda, Alex, and Peter J. S. Duncan, eds. Soviet British Relations since the 1970s (Cambridge UP, 1990).
- Reynolds, David, et al. Allies at War: The Soviet, American, and British Experience, 1939–1945 (1994).
- Sainsbury, Keith. Turning Point: Roosevelt, Stalin, Churchill & Chiang-Kai-Shek, 1943: The Moscow, Cairo & Tehran Conferences (1985) 373pp.
- Samra, Chattar Singh. India and Anglo-Soviet Relations (1917-1947) (Asia Publishing House, 1959).
- Shaw, Louise Grace. The British Political Elite and the Soviet Union, 1937–1939 (2003) online
- Swann, Peter William. "British attitudes towards the Soviet Union, 1951-1956" (PhD. Diss. University of Glasgow, 1994) online
- Ullman, Richard H. Anglo-Soviet Relations, 1917–1921 (3 vol 1972), highly detailed.
- Густерин П. В. Советско-британские отношения между мировыми войнами. — Саарбрюккен: LAP LAMBERT Academic Publishing. 2014. ISBN 978-3-659-55735-4.

### 一次資料
- Stalin's Correspondence with Churchill, Attlee, Roosevelt And Truman 1941-45 (1958) online
- Dixon, Simon (1998). Britain and Russia in the Age of Peter the Great: Historical Documents. London: School of Slavonic and East European Studies. ISBN 9780903425612
- Maisky, Ivan. The Maisky Diaries: The Wartime Revelations of Stalin's Ambassador in London edited by Gabriel Gorodetsky, (Yale UP, 2016); highly revealing commentary 1932-43; abridged from 3 volume Yale edition; online review
- Watt, D.C. (ed.) British Documents on Foreign Affairs, Part II, Series A: The Soviet Union, 1917–1939 vol. XV (University Publications of America, 1986).
- Wiener, Joel H. ed. Great Britain: Foreign Policy and the Span of Empire, 1689–1971: A Documentary History (4 vol 1972)